# Mysticoncha
Mysticoncha is een geslacht van weekdieren uit de klasse van de Gastropoda (slakken).

## Soorten
- Mysticoncha harrisonae Powell, 1946
- Mysticoncha wilsonae (E. A. Smith, 1886)